# یونیورسال روباتس

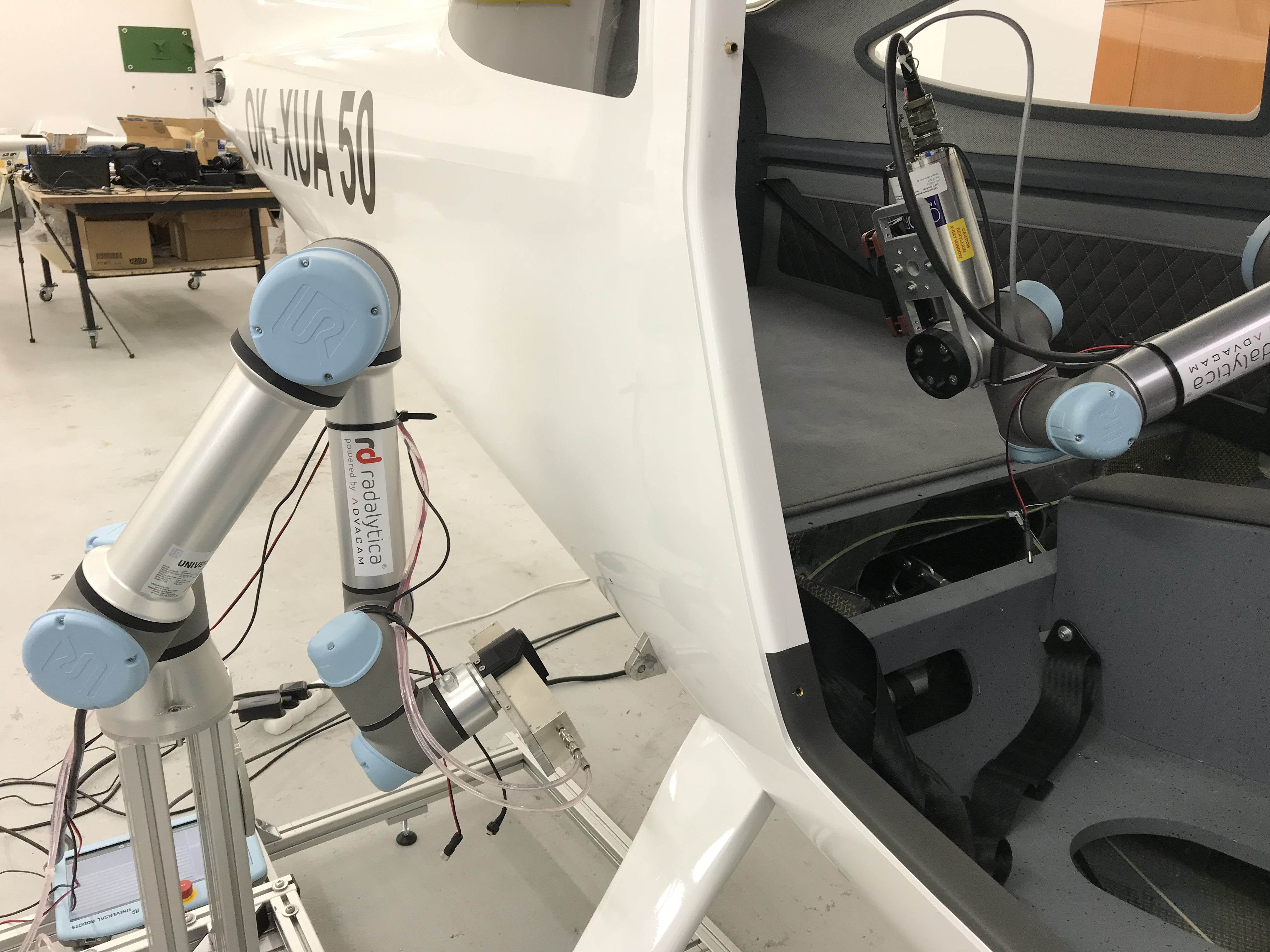
یونیورسال روباتس

یونیورسال روباتس (انگلیسی: Universal Robots) شرکت الکترونیک دانمارکی است، که در سال ۲۰۰۵ تأسیس شد.